# فيكتور جيواجاردو
فيكتور جيواجاردو (بالإسبانية: Víctor Guajardo) هو لاعب كرة قدم مكسيكي في مركز الوسط، ولد في 30 أغسطس 1990 في مونتيري في المكسيك. لعب مع تامبيكو ماديرو.

## وصلات خارجية
- فيكتور جيواجاردو على موقع قاعدة بيانات كرة القدم.إي يو (الإنجليزية)
- فيكتور جيواجاردو على موقع Soccerway.com (الإنجليزية)
- فيكتور جيواجاردو على موقع AS.com (الإسبانية)